# Zurique
Pronunciação
Zurique (alemão: Zürich, AFI: [ˈtsyːʁɪç]; em suíço-alemão: Züri, AFI: [ˈtsyɾi]; em francês: Zurich, AFI: [zyʁik]; em italiano Zurigo, AFI: [dzuˈriːɡo]; em romanche: Turitg, AFI: [tuˈritɕ]; em latim: Turicum) é a maior cidade da Suíça. Localiza-se no nordeste do país, no centro da zona germanófona, possui 379 915 habitantes (2012), sendo mais populosa do que qualquer outra cidade suíça. Sua região metropolitana, também a maior aglomeração urbana do país, conta com cerca de 1,8 milhão de habitantes em 2011, abrigando dessa forma, cerca de 20% da população do país. É a capital do Cantão de Zurique.
No período pós-Segunda Guerra Mundial, a cidade conseguiu estabelecer uma significativa evolução urbana e econômica, estendendo sua influência global ao longo das últimas décadas do século XX. É hoje considerada uma cidade global "alfa". Sedia inúmeros bancos, instituições financeiras, organizações e entidades internacionais das mais variadas do mundo. Em 2009, ficou entre as "10 cidades mais poderosas do mundo", estabelecendo-se através de sua intensa atividade económica, cultural, tecnológica e didática. Em termos de qualidade de vida, foi eleita em 2012 a melhor "grande cidade para se viver" no mundo, baseado nas perspectivas da cidade em educação, saúde, segurança pública e desenvolvimento económico.

## Etimologia
A origem do nome está provavelmente nas línguas celtas com a palavra Turus. Os celtas colonizaram a área pelo menos desde 500 a.C.; o nome romano da cidade era Turicum.

## História
A cidade foi construída no século V pelos alamanos. Converteu-se em cidade imperial em 1218, entrando na Confederação Helvética em 1351 e obtendo grande importância, graças à aquisição de numerosos condados vizinhos e à grande prosperidade do seu artesanato têxtil. Ulrico Zuínglio introduziu a reforma protestante em Zurique a partir de 1519. A cidade e o cantão foram governados pela rica burguesia protestante até à reforma liberal de 1830.

## Economia

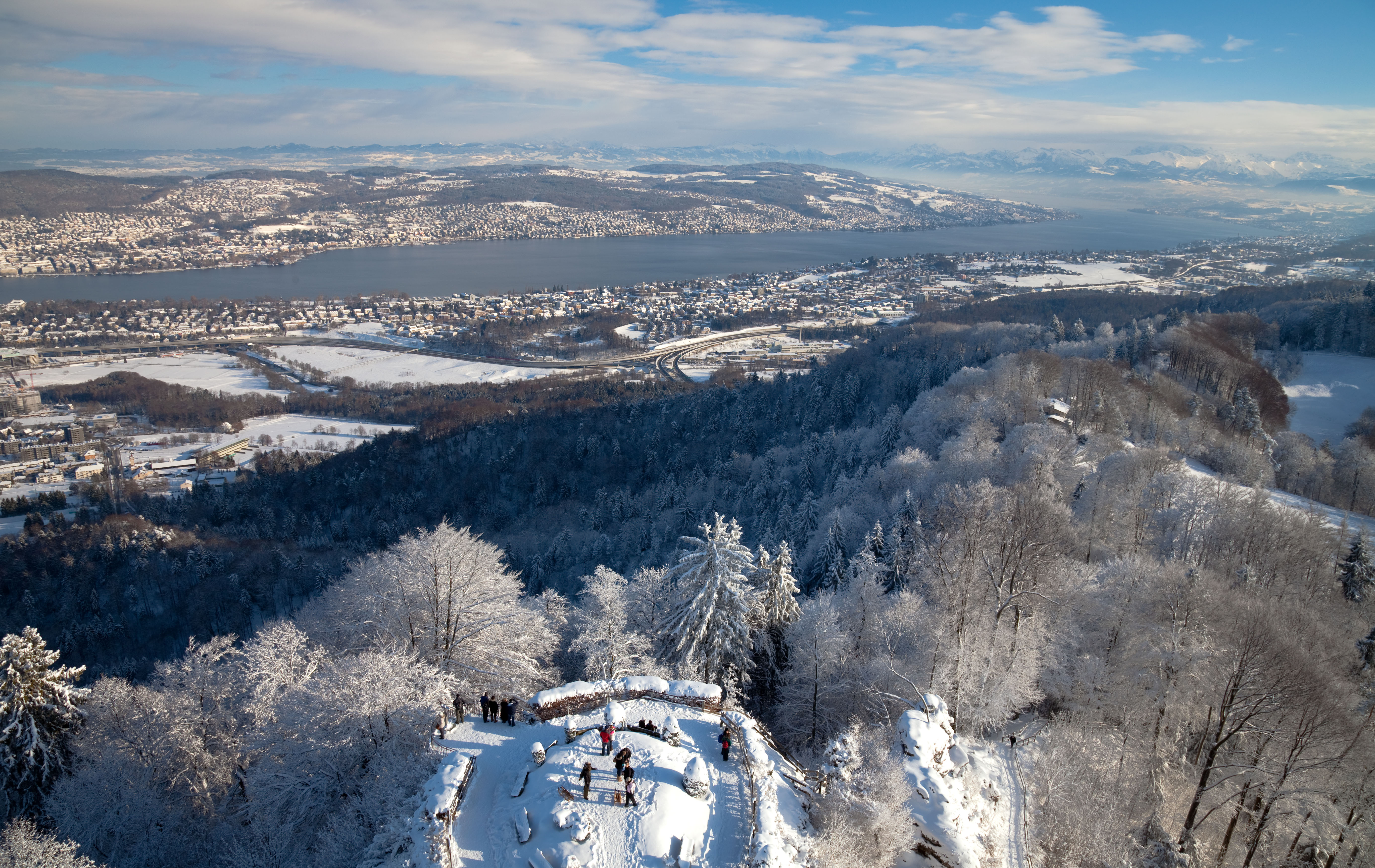
Vista do topo de uma torre em Zurique após uma nevasca

Zurique é o centro financeiro da Suíça e uma das bolsas de valores mais importantes da Europa. A cidade sedia numerosos bancos, tais como o UBS e o Credit Suisse, seguradoras e empresas de alta tecnologia. Atualmente, cerca de um quarto de suas atividades são ligadas ao setor financeiro.
Um dos Fatores que ajudam a atrair investimentos na região de Zurique são os baixos impostos e a possibilidade de grandes empresas fazerem acordos com as autoridades para conseguirem "impostos personalizados".
Zurique é também o mais importante centro de transportes da Suíça. Tem o maior aeroporto do país e da região dos Alpes. Os transportes públicos estão a cargo da Verkehrsbetriebe Zürich.
Em 2011, foi considerada pela pesquisa anual Mercer Human Resource a cidade com a melhor qualidade de vida do mundo. Mas também uma das mais caras.

## Geografia
Zurique fica no nordeste da Suíça, a norte do lago de Zurique. Do lago surge o rio Limmat, que cruza a cidade na direcção noroeste.
Os bairros da cidade de Zurique são: Affoltern, Albisrieden, Altstetten, Aussersihl, Enge, Fluntern, Hirslanden, Höngg, Hottingen, Leimbach, Oberstrass, Oerlikon, Riesbach, Schwamendingen, Seebach, Seefeld, Tiefenbrunnen, Triemli, Unterstrass, Wiedikon, Wipkingen, Witikon, Wollishofen.

## Cultura
Zurique conta com a Universidade de Zurique, que é local e administrada pelo Cantão de Zurique, e o Instituto Federal de Tecnologia da Suíça (Eidgenössische Technische Hochschule - ETH). A ETH é a maior do país e uma das mais prestigiadas da Europa.

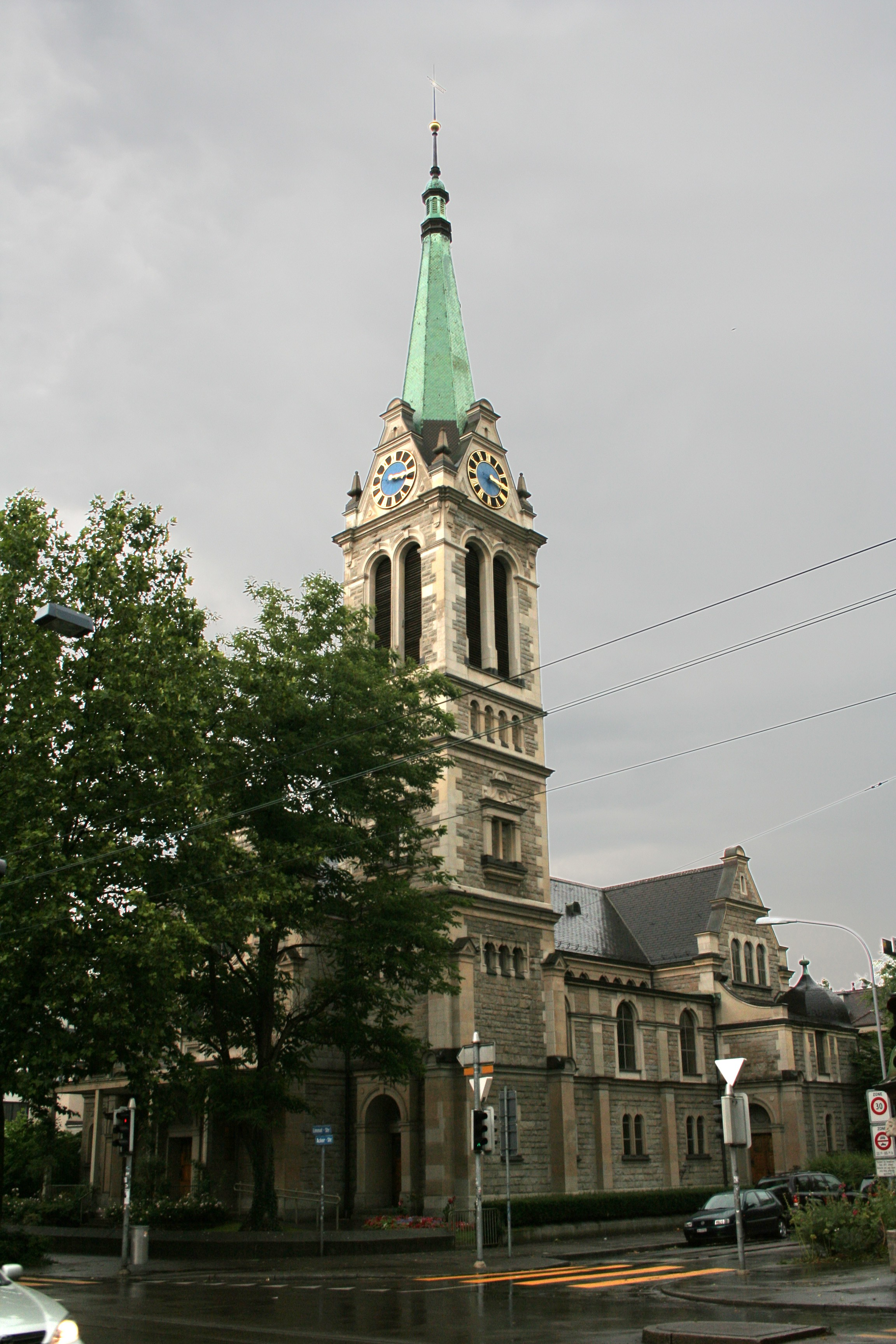
Igreja de S.João em Zurique (1898)

Entre os monumentos mais importantes estão:
- Grossmünster - a antiga catedral
- Fraumünster
- Peterskirche - igreja de S. Pedro
- Kirche zu Predigern
- Johanneskirche - igreja de S. João

Zurique alberga diversos museus, incluindo:
- Colecção Bührle
- Kunsthaus Zürich (museu de arte com obras de Edvard Munch, Alberto Giacometti e outros)
- Schweizerisches Landesmuseum (museu de história nacional, do século XIX)
- Museum für Gestaltung (museu da "forma": design, arquitectura, comunicação visual, cultura quotidiana, fotografia, arte e media)

| Dados climatológicos para Zurique | Dados climatológicos para Zurique | Dados climatológicos para Zurique | Dados climatológicos para Zurique | Dados climatológicos para Zurique | Dados climatológicos para Zurique | Dados climatológicos para Zurique | Dados climatológicos para Zurique | Dados climatológicos para Zurique | Dados climatológicos para Zurique | Dados climatológicos para Zurique | Dados climatológicos para Zurique | Dados climatológicos para Zurique | Dados climatológicos para Zurique |
| Mês                               | Jan                               | Fev                               | Mar                               | Abr                               | Mai                               | Jun                               | Jul                               | Ago                               | Set                               | Out                               | Nov                               | Dez                               |                                   |
| --------------------------------- | --------------------------------- | --------------------------------- | --------------------------------- | --------------------------------- | --------------------------------- | --------------------------------- | --------------------------------- | --------------------------------- | --------------------------------- | --------------------------------- | --------------------------------- | --------------------------------- | --------------------------------- |
| Temperatura máxima média (°C)     | 2,9                               | 4,6                               | 9,5                               | 13,8                              | 18,5                              | 21,6                              | 24                                | 23,3                              | 18,8                              | 13,7                              | 7,2                               | 3,7                               |                                   |
| Temperatura mínima média (°C)     | −2                                | −1,6                              | 1,7                               | 4,5                               | 8,8                               | 11,9                              | 14                                | 13,8                              | 10,5                              | 7                                 | 2                                 | −0,7                              |                                   |
| Chuva (mm)                        | 63                                | 64                                | 78                                | 83                                | 122                               | 128                               | 124                               | 124                               | 99                                | 86                                | 79                                | 83                                |                                   |
| Queda de neve média (mm)          | 184                               | 220                               | 137                               | 30                                | 0                                 | 0                                 | 0                                 | 0                                 | 0                                 | 8                                 | 80                                | 191                               |                                   |
| Dias com chuva                    | 10,5                              | 9,3                               | 11,9                              | 11,4                              | 12,4                              | 12,7                              | 12,3                              | 11,6                              | 10,2                              | 9,9                               | 10,3                              | 11,4                              |                                   |
| Dias com neve                     | 4,8                               | 5,2                               | 3,2                               | 0,7                               | 0                                 | 0                                 | 0                                 | 0                                 | 0                                 | 0,1                               | 1,6                               | 4,8                               |                                   |
| Umidade relativa (%)              | 83                                | 78                                | 72                                | 69                                | 71                                | 71                                | 71                                | 74                                | 79                                | 83                                | 84                                | 84                                |                                   |
| Fonte:                            |                                   |                                   |                                   |                                   |                                   |                                   |                                   |                                   |                                   |                                   |                                   |                                   |                                   |

## Desporto
O clube de futebol mais famoso da cidade é o FC Zürich. 